# João Crispiniano Soares
João Crispiniano Soares (Guarulhos, então parte da cidade de São Paulo, 24 de julho de 1809 — São Paulo, 15 de agosto de 1876) foi um jurista (formado pela Faculdade de Direito de São Paulo) e político brasileiro.

## Vida
Foi Lente Proprietário (hoje Professor Titular) da Faculdade de Direito de São Paulo.
Presidente de província
- Mato Grosso;
- Minas Gerais;
- Rio de Janeiro;
- São Paulo - de 7 de novembro de 1864 a 18 de julho de 1865.

Foi também presidente da Câmara Municipal de São Paulo entre 1838 e 1847 e deputado geral por Mato Grosso.
Foi nomeado presidente da província de Mato Grosso por decreto de 17 de setembro de 1846, exercendo seu mandato de 5 de abril de 1847 até 6 de abril de 1848. Após deixar a presidência, assumiu como deputado por Mato Grosso, e a partir de 1867 foi eleito deputado pela província de São Paulo.
Era casado com Anna Francisca Ferraz Soares, com quem teve o único filho Christiano, morto em 1872 aos 8 anos, e a enteada Maria Francisca Duarte Gerard, e genro Marcelino Gerard, francês,professor de pintura.

## Caso polêmico: A venda da imprensa oficial[3]
O governador João Crispiniano Soares pediu autorização da Assembleia para leiloar a Tipographya Provincial por 800$000 em 31 de agosto de 1848, o que acabaria ocorrendo na gestão do governador interino Antônio Nunes da Cunha, em que José Leite Penteado a arremataria por 810$000. O novo proprietário cobrou 1:200$000 para imprimir os atos oficiais de Mato Grosso.
Houve protestos. A impressora era fruto de doações populares iniciada pelo governador Pimenta Bueno em 1838, e custou 1:178$480, incluídos papel e tinta, e mais 772$346 pelo frente, na razão de 1$000/arroba, somando-se ainda mais 800$000 pagos ao tipógrafo do Matutina Meiapontense para instalação e treinamento da tipografia oficial.  
A venda seria anulada pelo governador Joaquim José de Oliveira. A tipografia então seria transferida para cidade de Poconé, a 100 km de Cuiabá, e área de influência política do ex-governador Manoel Alves Ribeiro. Depondo à polícia, José Leite Penteado disse que havia vendido a tipografia para Manoel Alves Ribeiro. 
O ex-governador Manoel Alves Ribeiro negou a compra, mas defendeu a sua venda em leilão público. Segundo ele, a tipografia poderia ter custado 2 contos, entretanto, dez anos depois, já gasta e com tipos faltando não valeria muito, e o pior de tudo, estava custando aos cofres públicos 2 contos anuais.
O próximo governador, Augusto Leverger, correligionário de Manoel Alves Ribeiro,  publicaria uma lei em 23 de agosto de 1851 convalidando a negociação, depois disso o processo foi arquivado na Justiça. 